# Championnat d'Argentine de football de deuxième division

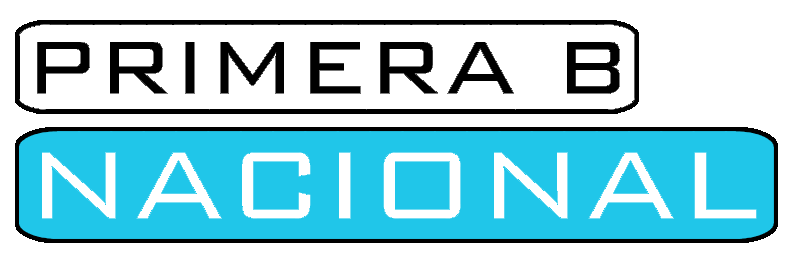
Logo de la Primera B Nacional en 2011.

Le Championnat d'Argentine de football de deuxième division est le deuxième niveau du championnat d'Argentine derrière la Primera (D1). 
Contrairement à la première division, le championnat de la B Nacional couronne un seul champion par an. Chacune des 20 équipes joue donc 38 matches par saison ; deux contre chaque équipe, à domicile et à l'extérieur.
À l'issue de la saison, le club ayant récolté le plus de points est couronné champion et est promu en Primera División. Les deuxième et troisième au classement sont également promus.
En revanche, tout comme dans la division supérieure, la relégation ne se fait pas par rapport au classement général mais par rapport à un classement complexe prenant en compte la moyenne de points par match sur les trois dernières années. Les deux derniers de ce classement sont relégués dans l'une des deux zones du Championnat d'Argentine de football D3.

## Le championnat
Créé en 1986, ses règles actuelles ont été adoptées en 2007 et modifiées en 2012.

### Règlement
22 équipes jouent d'août à juin un seul championnat en matchs aller-retour. À l'issue des 42 matchs de la saison régulière, le premier au classement est couronné champion et est directement promu en première division. Le deuxième et le troisième sont également promus.
Les 22 participants à la B Nacional jouent depuis 2011 la Copa Argentina où ils rentrent, comme leurs homologues de Primera, en 32e de finale.

### Dénominations
Le nom officiel du championnat est Primera B Nacional. Cependant, on l'appelle indifféremment Nacional B, B Nacional ou même Nacional sans plus de précisions. Les journaux l'abrègent également parfois en BN.
Afin d'éviter les confusions, le terme Primera sans plus de précisions désigne exclusivement la première division, alors que le terme Primera B désigne exclusivement la Primera B Metropolitana, l'échelon inférieur au Nacional B.
Dans le langage familier, on parle également de la B, mais cette expression est plutôt péjorative, car elle est surtout utilisée par les supporters des équipes de Primera pour se moquer de leurs adversaires menacés de relégation.

## Promotion / Relégation
Au-dessous de la deuxième division, le championnat se scinde en deux zones. Les clubs directement affiliés à l'AFA, pour la plupart issus de Buenos Aires et ses environs, jouent en Primera B Metropolitana, alors que les clubs indirectement affiliés jouent le Torneo Argentino A. Par conséquent, les effectifs dans ces deux championnats ne sont pas stables.
Comme en première division, la relégation se calcule avec un classement spécifique prenant en compte la moyenne de points des clubs en Nacional B sur les trois dernières années. Les quatre derniers de ce classement sont relégués dans la division qui leur correspond (Torneo Argentino A ou Primera B Metropolitana) et remplacés par les promus du niveau inférieur.
Sont promus d'office en Primera División les trois clubs les mieux classés à l'issue de la saison régulière.
Jusqu'en 2012, les 3e et 4e, devaient jouer un barrage aller-retour contre une équipe de première division pour être promus. De même pour les 17e et 18e du classement de relégation qui devaient jouer un barrage contre une équipe de l'échelon inférieur. Les matchs de barrage ont cependant été supprimés en 2012 pour des raisons de sécurité.

## Palmarès
Palmarès :

### Amateur
- 1899 : CA Banfield
- 1900 : CA Banfield
- 1901 : Barracas Athletic
- 1902 : Belgrano Athletic II
- 1903 : Barracas Athletic II
- 1904 : Barracas Athletic II
- 1905 : América
- 1906 : Estudiantes (Caseros II)
- 1907 : Nacional
- 1908 : River Plate
- 1909 : Gimnasia y Esgrima Buenos Aires
- 1910 : Racing Club

### División B (Amateur)
- 1927 : El Porvenir
- 1928 : CA Colegiales
- 1929 : Honor y Patria
- 1930 : Nueva Chicago
- 1931 : Liberal Argentino
- 1932 : Sportivo Dock Sud
- 1933 : Ramsar

### Segunda División (professionnel)
- 1937 : Club Almagro
- 1938 : Argentino de Quilmes
- 1939 : CA Banfield
- 1940 : Argentinos Juniors
- 1941 : Chacarita Juniors
- 1942 : Rosario Central
- 1943 : Vélez Sársfield
- 1944 : Gimnasia La Plata
- 1945 : CA Tigre
- 1946 : CA Banfield
- 1947 : Gimnasia La Plata
- 1948 : Argentinos Juniors* (abandonné à cause d'une grève des joueurs)

### División B
- 1949 : Quilmes AC
- 1950 : CA Lanús
- 1951 : Rosario Central
- 1952 : Gimnasia La Plata
- 1953 : CA Tigre
- 1954 : Estudiantes de La Plata
- 1955 : Argentinos Juniors
- 1956 : CA Atlanta
- 1957 : Central Córdoba
- 1958 : Ferro Carril Oeste
- 1959 : Chacarita Juniors
- 1960 : Los Andes (Lomas de Zamora)
- 1961 : Quilmes AC
- 1962 : CA Bánfield
- 1963 : Ferro Carril Oeste
- 1964 : CA Lanús
- 1965 : Colón de Santa Fe
- 1966 : Unión de Santa Fe
- 1967 : Defensores de Belgrano
- 1968 : Club Almagro
- 1969 : Ferro Carril Oeste
- 1970 : Ferro Carril Oeste
- 1971 : CA Lanús
- 1972 : All Boys
- 1973 : CA Bánfield
- 1974 : CA Temperley
- 1975 : Quilmes AC
- 1976 (première phase) : CA Platense
- 1976 (seconde phase) : CA Lanús
- 1977 : Estudiantes de Buenos Aires
- 1978 : Ferro Carril Oeste
- 1979 : CA Tigre
- 1980 : CA Sarmiento
- 1981 : Nueva Chicago
- 1982 : San Lorenzo de Almagro
- 1983 : CA Atlanta
- 1984 : Deportivo Español
- 1985 :  Rosario Central
- 1986 : Sportivo Italiano (Tournoi de re-qualification)

### Nacional B
- 1986/87 : Deportivo Armenio
- 1987/88 : Deportivo Mandiyú
- 1988/89 : Chaco For Ever
- 1989/90 : CA Huracán
- 1990/91 : Quilmes AC
- 1991/92 : CA Lanús
- 1992/93 : CA Banfield
- 1993/94 : Gimnasia Jujuy
- 1994/95 : Estudiantes de La Plata
- 1995/96 : Huracán Corrientes
- 1996/97 : Argentinos Juniors
- 1997/98 : Talleres de Córdoba
- 1998/99 : Instituto AC Córdoba
- 1999/00 : CA Huracán
- 2000/01 : CA Banfield
- 2001/02 : Club Olimpo
- 2002 Apertura : Atlético de Rafaela
- 2003 Clausura : Atlético de Rafaela
- 2003 Apertura : Instituto AC Córdoba
- 2004 Clausura : Club Almagro
- 2004 Apertura : Tiro Federal
- 2005 Clausura : Gimnasia Jujuy
- 2005 Apertura : Godoy Cruz
- 2006 Clausura : Nueva Chicago
- 2006 Apertura : Club Olimpo
- 2007 Clausura : Club Olimpo
- 2007-08 : San Martín de Tucumán
- 2008-09 : Atlético Tucumán
- 2009-10 : Club Olimpo
- 2010-11 : Atlético de Rafaela
- 2011-12 : River Plate
- 2012-13 : Rosario Central
- 2013-14 : CA Banfield
- 2014 : non disputé
- 2015 : Atlético Tucumán
- 2016 : Talleres de Córdoba
- 2016-17 : Argentinos Juniors
- 2017-18 : CA Aldosivi
- 2018-19 : Arsenal de Sarandí

### Primera Nacional
- 2019-20 : non disputé
- 2020 : Club Atlético Sarmiento
- 2021 : Club Atlético Tigre
- 2022 : Club Atlético Belgrano
- 2023 : Independiente Rivadavia
- 2024 : Club Atlético Aldosivi